# Rugby Roma Olimpic

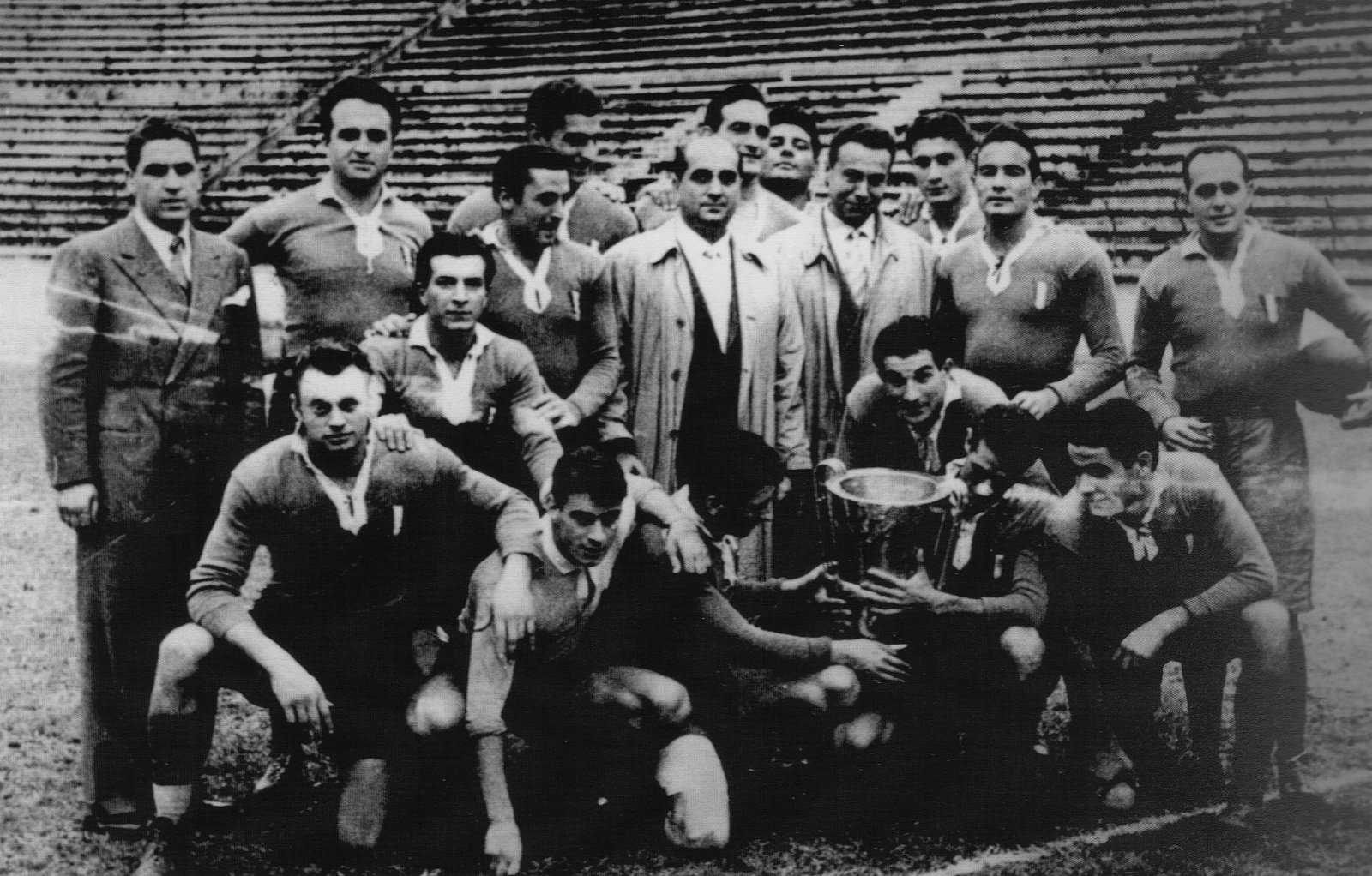
Los jugadores del Rugby Roma muestran el trofeo del Campeonato de Italia ganado al final de la temporada 1947-48.

El Rugby Roma es un club italiano de rugby de la ciudad de Roma, fundado en 1930, que milita en la máxima competición italiana, el Top12, y que tiene en su palmarés 5 títulos de liga y 2 de copa.
Los mejores momentos del club fueron durante la década de los años 30, durante los cuales el club conquistó sus dos primeros títulos de liga; en la segunda mitad de los años 40, en los que logró otros dos campeonatos; y a finales de los 90 con la conquista de una copa y otra liga. 
Se trata de un club clásico dentro del rugby italiano, con más de 50 temporadas en la máxima categoría, si bien en su historia ha sufrido refundaciones y fusiones con otros clubs de la capital italiana. Tras descender de categoría en 2004, desde la temporada 2008/09 vuelve a estar en la Liga Italiana de Rugby, con el nombre de Futura Park Rugby Roma por motivos de patrocinio.

## Títulos
- Liga Italiana de Rugby = (5) 1934-35, 1936-37, 1947-48, 1948-49, 1999-00
- Copa Italiana de Rugby = (2) 1998-99, 2010-11.
- Segunda División de Italia = (1) 2007-08